# Du Barry Was a Lady (Film)
Du Barry Was a Lady ist ein US-amerikanisches, von MGM produziertes Filmmusical aus dem Jahr 1943 mit Red Skelton, Lucille Ball und Gene Kelly. Der Film basiert auf dem gleichnamigen Musical, das am 6. Dezember 1939 in New York uraufgeführt wurde.

## Handlung
Louis Blore arbeitet in der Garderobe eines Nachtclubs. May Daly, der Star des Clubs, ist das Objekt seiner Begierde. Sie ist allerdings in den armen Tänzer Alec Howe verliebt, doch kommt für sie nur eine Heirat mit einem reichen Mann infrage. Als Louis überraschend in der Lotterie gewinnt und May einen Heiratsantrag macht, akzeptiert sie. Um seinen Nebenbuhler aus den Weg zu schaffen, will Louis Alec K.O.-Tropfen verabreichen, trinkt aber durch ein Missgeschick des Kellners den Drink selber.
In einem komatösen Zustand träumt Louis, dass er im 18. Jahrhundert lebt und König Louis XV ist. May Daly ist die Gräfin Du Barry und seine Geliebte, die ihn, wie in der Realität, nicht liebt. Als Alec Howe als der Black Arrow das Königspaar bedroht, um Gerechtigkeit für das Volk einzufordern, verliebt sich Du Barry in ihn.
Als Louis wieder zu sich kommt, realisiert er, dass Alec der Richtige für May ist.

## Hintergrund
Der Film kostete schätzungsweise $1.239.222 und wurde in den Metro-Goldwyn-Mayer Studios in Culver City gedreht.
Ursprünglich sollte Ann Sothern die Rolle der May Daly/Du Barry spielen, wurde aber zu dem Zeitpunkt schwanger, und so erhielt Lucille Ball die Rolle.
Balls Gesang wurde von Martha Mears synchronisiert, nur im letzten Song Friendship hört man ihren eigenen Gesang.